# Castell de Centelles
El Castell de Centelles o de Sant Martí de Centelles, situat al terme de Sant Martí de Centelles) (Osona), és un edifici declarat bé cultural d'interès nacional. Es troba dalt d'un turó anomenat agulla de Sant Martí, a 855 m, que es desprèn de la serra o costa de Sant Martí i s'aixeca uns 200 m de la seva base. És ben visible des de la carretera de Molins de Rei a Vic al tram de Sant Feliu de Codines a Centelles.

## Història
El castell i la seva església, originàriament anomenats de Sant Esteve, són esmentats l'any 898 en l'acta de consagració de l'església de Sant Martí del Congost o d'Aiguafreda, feta pel bisbe de Vic Gotmar. El seu domini pertanyia inicialment als comtes d'Osona.
Després passà a la família Centelles, feudataris dels comtes de Barcelona, que en devien posseir el domini eminent. L'any 1041 consta documentat Guadall I, el qual prengué el cognom d'una vila situada als peus del castell on ara hi ha la parròquia de Sant Martí de Centelles i on hi havia la casa forta, protegida pel monestir de Santa Maria de l'Estany, on residia aquesta família, però els Centelles no apareixen com a senyors del castell fins a principis del segle xiii. De l'any 1211 és el primer testament en què un Centelles ordena ser enterrat a la capella del castell, senyal que la família ja el senyoreja. Va ser important com a plaça senyorial, des de la qual dominava una extensa baronia que aplegava els actuals municipis de Balenyà, Centelles, Sant Martí de Centelles i Sant Quirze Safaja. Es coneixen contínues ampliacions del patrimoni de la família Centelles per enllaços matrimonials i la seva actuació com a procuradors dels béns de la casa dels Montcada quan aquests es traslladaren fora de Catalunya.

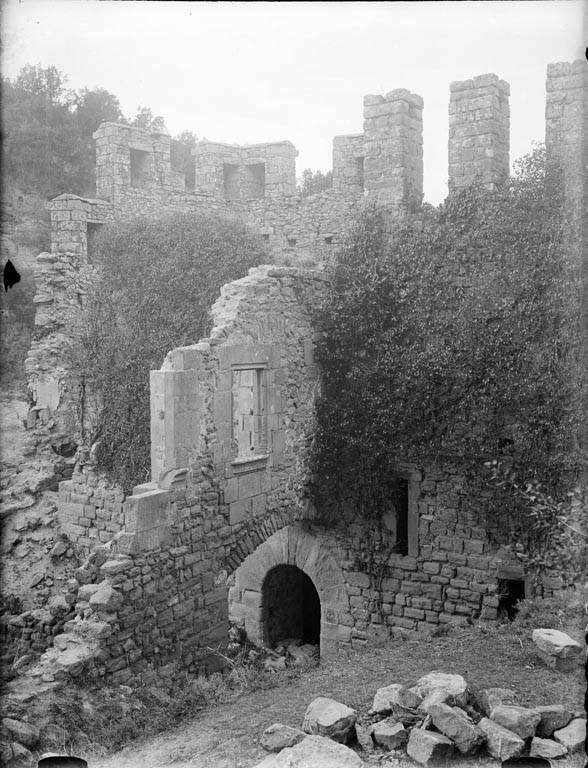
Murs del castell que conserven l'aparell constructiu (entre 1920 i 1930)

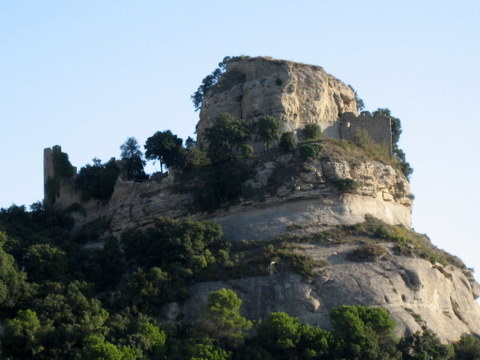
Ruïnes del castell de Centelles (octubre 2009)

Els Centelles van participar activament, servint amb les armes, en les empreses dels reis catalans. Així, Pere el Cerimoniós va tenir com a majordom Gilabert de Centelles. Les notícies documentals sobre l'edifici del castell se centren en el període bèl·lic de la guerra entre la Generalitat i el rei Joan II, l'anomenada Guerra civil catalana (1462-1472). El 1464 amb una bombarda fou enderrocada una part del castell sobirà pels partidaris del rei. El castell capitulà l'abril de 1465 després de llarg setge i aleshores el rei Pere IV, anomenat Conestable de Portugal, rei dels catalans, disposà la reparació del castell i l'ampliació de les fortificacions. En aquest període es van alternar els enfrontaments bèl·lics pel control del castell amb els treballs d'ampliació i ornamentació necessaris per convertir-lo en una residència reial. A principi del s. XV els Centelles havien deixat de viure al castell per traslladar-se a la vila de Santa Coloma de Vinyoles, que és l'actual municipi de Centelles. Van conservar, però, el títol de senyors o barons de Centelles.
L'any 1599, el rei Felip III va crear el comtat de Centelles per a la família. El castell va ser, a més, punt de reunió de tropes en més d'una ocasió durant la Guerra dels Segadors (1640-1659), i també al començament de la Guerra de Successió Espanyola (1705) va ser la zona des de la qual els miquelets vigatans partidaris de l'arxiduc Carles van bloquejar les tropes filipistes del virrei Velasco.
Durant la Guerra del Francès, les tropes franceses del general Saint-Cyr, el 1809, van ocupar la població de Centelles i el castell i en varen volar una part. En el decurs de les guerres carlines, les partides el van convertir en un dels caus des dels quals atacaven les poblacions veïnes. La decadència del castell va començar al segle xviii, amb la Guerra de Successió, però es va precipitar durant el segle xix, perquè durant les guerres carlines s'hi va instal·lar un escamot que va fer volar les parets. Al final d'aquest segle els Centelles traslladaren les peces de valor que s'hi conservaven a altres casals de la família fins a restar el castell abandonat i espoliat.

## Arquitectura
Té una planta irregular, adaptada al terreny, de forma triangular, amb un recinte sobirà dalt d'una roca situada aproximadament al centre del recinte. La part més antiga conservada és el recinte sobirà. Els murs, fets amb petits carreuons simplement escairats, dibuixen algunes estances de planta rectangular.
El recinte jussà, en la seva majoria d'època gòtica, conserva alguns murs acabats amb merlets amb espitlleres. També es conserva la porta d'entrada d'arc de mig punt adovellada.
En el recinte jussà, a l'extrem nord-occidental, es conserva la capella del castell. És d'una nau coberta amb volta de canó apuntada capçada a llevant amb un absis quadrangular. Just davant de l'absis hi ha una capella a banda i banda excavades al mur; fan 1,5 metres de fondària. Al centre de l'absis s'obre una finestra de doble esqueixada i a la façana de ponent, una altra. La porta d'entrada es troba al mur de migjorn i és d'arc de mig punt. En aquesta façana també es troba un campanar de cadireta de dos ulls. La capella es pot datar al segle xii.